# Philippe Courroye
Philippe Courroye (né le 10 janvier 1959 à Lyon) est un magistrat français, avocat général à la cour d'appel de Paris.

## Biographie
Après des études secondaires au Lycée du Parc à Lyon, une licence en droit privé et un diplôme de l'Institut d'études politiques de Paris (promotion Service Public, 1982), il intègre l'École nationale de la magistrature. Il sort quatrième de sa promotion (sur 231). En janvier 1987, il occupe ses premières fonctions de magistrat en tant que juge d'instruction au TGI de Lyon. Entre 1992 et 1994, il instruit notamment les affaires concernant les hommes politiques Michel Noir et Alain Carignon. En octobre 1996, il est promu substitut du procureur général siégeant à la cour d'appel de Lyon. Le 20 juillet 1999, il rejoint le pôle financier du TGI de Paris comme premier juge d'instruction. À ce titre, il instruit de nombreuses affaires dont celle de Pierre Falcone.
Il est le magistrat instructeur de l'affaire des ventes d'armes à l'Angola (Angolagate), du financement illégal du RPR (Rassemblement pour la République), du volet français de l'affaire Pétrole contre nourriture, du dossier Pierre Bédier. Il rend un non-lieu dans le dossier visant les « frais de bouche » des époux Chirac à Paris, pour cause de prescription.
Par décret du 8 mars 2007, il est nommé avocat général près la cour d'appel de Versailles pour exercer les fonctions de procureur de la République près le tribunal de grande instance de Nanterre. Fin 2007, il classe « sans suite » l’enquête préliminaire de police sur les conditions d’achat par le président de la République, Nicolas Sarkozy, d'un duplex à Neuilly.
Le 24 avril 2009, il est décoré des insignes d'officier de l'ordre national du Mérite,,,.
Le 7 juillet 2010, il ouvre une enquête préliminaire dans l'affaire Woerth-Bettencourt, bien que son nom soit cité à plusieurs reprises dans les enregistrements réalisés par un ancien employé de maison de Liliane Bettencourt. Il ouvre plusieurs autres enquêtes préliminaires dans cette affaire tentaculaire : jusqu'à six enquêtes seront directement conduites par lui dans cette affaire. Pour autant, il refuse longtemps d'ouvrir une information judiciaire, malgré les demandes de plusieurs membres de l'opposition et de magistrats. Philippe Courroye répond : « Les critiques m'indiffèrent et j'y suis habitué. Je n'ai pas à me justifier ni à me défendre ». Finalement, le tribunal de Nanterre est dessaisi de tous les volets de l'affaire Woerth-Bettencourt au profit du tribunal de Bordeaux.
Contesté pour sa gestion de l'affaire Woerth-Bettencourt, mis en cause par des journalistes du Monde pour avoir tenté de découvrir leurs sources et en conflit ouvert avec des magistrats du tribunal de grande instance (TGI) de Nanterre, il est muté « dans l'intérêt du service » le 3 août 2012, avocat général à la cour d'appel de Paris, après l'avis favorable donné par le Conseil supérieur de la magistrature. Une décision qu'il perçoit comme une sanction politique et dont il annonce par avance qu'il la contestera devant le conseil d'État. Cependant son recours est rejeté, d'abord en référé le 12 septembre 2012, puis sur le fond, le 12 juin 2013.
Il dispense le cours de « droit pénal économique » à Sciences Po Paris.

## Polémiques
Sa situation de premier plan, son passage du siège au parquet directement comme procureur de Nanterre, malgré l'avis défavorable du Conseil supérieur de la magistrature et le type d'affaires qu'il a eu à traiter l'ont exposé à plusieurs polémiques. En 2010, Marianne écrivait, « Courroye est l'incarnation de la porosité entre le parquet et le pouvoir. » La même année, Libération écrit qu'il est « très compréhensif avec le pouvoir. »

### Plainte de Charles Pasqua
Charles Pasqua annonce le 12 novembre 2009 qu'il dépose une plainte contre le juge Courroye pour le procès de l'Angolagate, du fait que l'instruction a été menée à charge, l'accusant d'avoir été partial en ayant caché des documents et notamment une note de la DST qui lui était favorable. Il porte plainte contre Philippe Courroye pour « destruction, soustraction et détournement de preuves ». Après que Charles Pasqua a été relaxé en appel en 2011, Philippe Courroye est entendu par le juge d'instruction chargé de l'affaire. Le 25 juillet 2012, il ressort du cabinet du juge avec le statut de témoin assisté, un statut intermédiaire entre celui de simple témoin et de mis en examen, qui lui donne accès à la procédure.

### Réaction politique du syndicat de la magistrature
La nomination d'avocat général à la cour d'appel de Versailles pour exercer les fonctions de procureur de la République près le tribunal de grande instance de Nanterre suscite des réactions hostiles du Syndicat de la magistrature qui dénonce « un verrouillage par la droite des postes stratégiques ».

### Rivalités au tribunal de Nanterre

#### Affaire Françoise BettencourtvsFrançois-Marie Banier
Selon le journal Le Point, « Philippe Courroye, qui n'a jamais caché sa proximité avec le président Nicolas Sarkozy, est un magistrat contesté dans la profession » et s'oppose régulièrement, depuis plusieurs mois, à Isabelle Prévost-Desprez, présidente de la XVe chambre, « sur de nombreux dossiers au sein de leur juridiction », et notamment sur la procédure judiciaire opposant Françoise Bettencourt-Meyers à François-Marie Banier.
Dans le cadre de l'enquête préliminaire menée sous l'autorité de Philippe Courroye, des investigations sont menées par la Brigade financière. En 2008, celle-ci considère disposer d’éléments sérieux justifiant d’éventuelles poursuites, à partir d'un faisceau d'éléments qui « tendent à confirmer l’existence » du délit d’abus de faiblesse[source insuffisante]. Pourtant, au motif que Liliane Bettencourt avait refusé de se soumettre aux expertises médicales, Philippe Courroye classe sans suite (le 3 septembre 2009) la plainte de Françoise Bettencourt-Meyers à l'encontre de M. Banier. Une décision qui avait été annoncée plusieurs semaines à l'avance à Liliane Bettencourt via le conseiller justice de Nicolas Sarkozy, comme le montrent des enregistrements pirates effectués par l'ancien majordome de Liliane Bettencourt.

#### Affrontement entre le procureur et la présidente de la XVechambre
Le 6 juillet 2010, Le Monde qualifie de « guerre d'ego » l'opposition entre Philippe Courroye et Mme Prévost-Desprez. On peut y percevoir aussi une opposition de fond, Mme Prévost-Desprez semblant « se poser un peu plus en défenseur des juges d'instruction », alors que Nicolas Sarkozy a annoncé la suppression de la fonction de juge d'instruction en janvier 2009, tandis que M. Courroye aime « à prouver son indépendance de pensée ».
L'affaire Bettencourt, dans laquelle Mme Prévost-Desprez a pris à plusieurs reprises des décisions contraires aux réquisitions du parquet, n'est qu'un épisode de plus dans cette bataille. »
« Le 7 décembre 2009, Philippe Courroye, […], adresse une lettre à la présidente du Tribunal de grande instance (France) (TGI) de Nanterre. » Celle-ci est considérée comme une lettre de remontrance contre Mme Prévost-Desprez, ce qui « provoque un tollé dans la profession », alors que « les syndicats crient au « scandale ».
« Isabelle Prévost-Desprez est entendue par sa hiérarchie, qui s'empresse de classer l'affaire, sans prononcer aucune sanction. Histoire de marquer le coup, en janvier, plusieurs dizaines de juges et avocats boycottent le discours de Philippe Courroye à l'audience solennelle de rentrée ». « Lorsque le procureur a pris la parole, les magistrats et avocats, en robe, ont quitté la salle les uns derrière les autres, silencieux. Ils ne sont revenus qu'une fois terminé son discours, près d'une heure plus tard. Une motion de protestation a été lue à l'extérieur, qui dénonce l'initiative de M. Courroye. »
Cette opposition entre le juge Philippe Courroye — lui-même mis en cause dans les écoutes — et Isabelle Prévost-Desprez, présidente de la 15e chambre au TGI de Nanterre est même le principal argument que Martine Aubry, première secrétaire du PS, a mis en avant pour demander que la garde des Sceaux, Michèle Alliot-Marie, saisisse le Conseil supérieur de la magistrature pour que l'affaire Bettencourt soit « dépaysée dans un autre tribunal » que celui de Nanterre. Ce dépaysement interviendra le 17 novembre 2010, sur décision de la Cour de cassation qui confie l'ensemble des dossiers des affaires Bettencourt au tribunal de Bordeaux.

### Affaire Woerth-Bettencourt
Le nom de Philippe Courroye est mentionné à plusieurs reprises dans des enregistrements réalisés clandestinement en 2009 et 2010 par le majordome de Liliane Bettencourt, premier actionnaire du groupe L'Oréal et l'une des trois premières fortunes de France, au domicile de cette dernière, situé à Neuilly,.
Après la publication d'extraits de ces enregistrements par Mediapart le 16 juin 2010, il réagit très vite et ouvre une enquête préliminaire pour atteinte à la vie privée. Le 17 juin, alors même que les plaintes de Liliane Bettencourt et de François-Marie Banier ne sont pas encore déposées, il fait placer en garde à vue l'ancien majordome de Mme Bettencourt, son ancienne secrétaire Claire Thibout, ainsi que son mari. La durée de ces gardes à vue est ensuite portée à 48 heures. Au sortir de celles-ci, Me Antoine Gillot l'avocat du majordome déclare : « Il serait peut-être bien maintenant que l’on s’intéresse davantage au fond, c’est-à-dire à ce que révèlent ces enregistrements sur la santé de Mme Bettencourt et comment son entourage se comporte avec elle ». Mediapart gagne un procès contre dans un jugement rendu le 5 décembre 2017 par le tribunal correctionnel de Lille[pertinence contestée].
Après une déclaration d'Éric Woerth le 25 juin 2010, il réagit le jour même par un communiqué. Il y affirme avoir alerté l'administration fiscale en janvier 2009 sur de possibles fraudes dans cette affaire, sans préciser toutefois si cette signalisation visait le seul François-Marie Banier ou concernait aussi Liliane Bettencourt.
Plusieurs élus du Parti socialiste, ainsi qu'Eva Joly d'Europe Écologie, s'interrogent alors sur un éventuel conflit d'intérêts le concernant, dans ce qui est déjà l'Affaire Woerth-Bettencourt, alors que la seule procédure qui est ouverte vise à réprimer l'éventuelle atteinte à la vie privée constituée par ces enregistrements. Ces élus demandent à la fois l'ouverture d'une information judiciaire et le dépaysement du traitement de l'affaire, le Parquet de Nanterre ne présentant plus pour eux les garanties d'indépendance et de neutralité nécessaires.
Les enregistrements révèlent qu'en 2009, Philippe Courroye pourrait avoir communiqué à la Présidence de la République son intention de déclarer irrecevable la plainte de la fille de Mme Bettencourt pour abus de faiblesse. La presse et l'opposition s'émeuvent surtout du fait que cette communication a été effectuée plusieurs semaines à l'avance en fournissant la date précise (3 septembre 2009) où l'ordonnance d'irrecevabilité serait rendue,. Ce que Patrick Ouart, conseiller Justice de Nicolas Sarkozy jusqu'à fin 2009, s'est empressé de faire savoir à Mme Bettencourt, par l'intermédiaire de Patrice de Maistre, chargé de gérer les dividendes et les finances personnelles de Bettencourt.
Le 6 juillet 2010, Philippe Courroye étend l'enquête préliminaire pour atteinte à la vie privée aux faits évoqués dans les enregistrements. Ce même jour, il fait auditionner Claire Thibout, ancienne comptable de Liliane Bettencourt à deux reprises. Celle-ci fait des révélations qui seront publiées le lendemain dans Mediapart. Alors qu'aucune plainte n'est déposée, Philippe Courroye étend alors l'enquête préliminaire déjà ouverte aux déclarations publiées dans Mediapart. Paradoxalement, cette action vise son principal témoin pour ce qui concerne les faits de financement irrégulier de partis politiques, dont il demande à être aussi saisi dans un rapport qu'il a transmis au Parquet général la veille. Dans ces déclarations, Claire Thibout met en cause le Parti Républicain et l'UMP, ainsi que Nicolas Sarkozy et Éric Woerth. Elle affirme qu'à plusieurs reprises ceux-ci auraient reçu de grosses sommes d'argent en liquide (de 30 000 € à 50 000 €), dont certaines leur auraient été remises dans des enveloppes au domicile de Liliane Bettencourt, situé à Neuilly. Par ailleurs, pour la campagne électorale de Nicolas Sarkozy, 150 000 € auraient été remis à Éric Woerth par Patrice de Maistre au cours d'un diner ayant eu lieu en mars ou avril 2007. Tous ces faits sont démentis par les intéressés.
Finalement, à la demande du procureur général de Versailles Philippe Ingall-Montagnier, Philippe Courroye ouvre une information judiciaire fin octobre 2010 Le procureur Courroye précise avoir mené une enquête « modèle », ses investigations ayant nécessité la mobilisation de soixante-dix enquêteurs, la réalisation de trente-sept perquisitions et transports, la confection de plus de neuf cent cinquante procès-verbaux et trois cent cinquante-trois scellés. Cette procédure est le préalable au dépaysement de l'affaire dans un autre tribunal.
Le 17 novembre 2010, la Cour de cassation transfère l'ensemble des dossiers au tribunal de Bordeaux. Les procédures concernées sont l'abus de faiblesse (affaire Banier-Bettencourt), la violation du secret professionnel imputée à Isabelle Prévost-Desprez et l'information judiciaire ouverte par Philippe Courroye. L'information judiciaire est composée de quatre volets, correspondants aux quatre enquêtes préliminaires menées par le parquet de Nanterre : pour atteinte à la vie privée, au sujet des enregistrements clandestins ; escroquerie et abus de confiance, sur les conditions d'acquisition de l'île d'Arros ; financement illégal de partis politiques, à la suite du témoignage de Claire Thibout ; fraude fiscale et blanchiment d'argent, qui concerne l'argent non déclaré des comptes suisses de Liliane Bettencourt.

### Affaire des « fadettes » de journalistes duMonde
À la suite de la plainte déposée par Georges Kiejman au sujet d'un article du Monde du 2 septembre 2010 relatant une perquisition chez Liliane Bettencourt, Philippe Courroye ouvre une enquête pour « violation du secret de l'enquête » à l'encontre d'Isabelle Prévost-Desprez. Il affirme que l'IGS a découvert des échanges de SMS entre la juge et deux journalistes du quotidien avant la publication de l'article, en étudiant les relevés téléphoniques de ces derniers. Le 5 mai 2011, la cour d'appel de Bordeaux annule la procédure liée à l'affaire Bettencourt, décision définitivement établie par la Cour de cassation le 6 décembre 2011 : « L'atteinte portée au secret des sources des journalistes n'était pas justifiée par l'existence d'un impératif prépondérant d'intérêt public, et la mesure n'était pas strictement nécessaire et proportionnée au but légitime poursuivi ».
Les deux journalistes du Monde, Gérard Davet et Jacques Follorou, déposent plainte contre Philippe Courroye en janvier 2012. Ils l'accusent d'avoir, en septembre 2010, « explicitement demandé » que des investigations soient menées sur leurs conversations téléphoniques, alors qu'ils enquêtaient sur l'affaire Bettencourt. Ils dénoncent « des atteintes, graves et volontaires bien que manifestement niées, contraires aux devoirs de loyauté, de légalité et de délicatesse qui s'imposent aux magistrats ». Philippe Courroye est mis en examen pour « collecte illicite de données à caractère personnel par un moyen frauduleux déloyal et illicite » et pour « violation du secret des correspondances ».
Le Monde de son côté porte plainte d'abord auprès du procureur, dès novembre 2010, puis, après son refus d'ordonner une enquête, le 25 février 2011, auprès du doyen des juges d'instruction, Sylvia Zimmermann. La magistrate est désignée pour instruire le dossier le 14 juin 2011.
Les mises en examen de Philippe Courroye sont annulées par la chambre de l'instruction le 22 mars 2012. Le Monde se pourvoit alors en cassation et saisit le Conseil supérieur de la magistrature. Le 25 juin 2013, la Cour de cassation rejette la demande de maintien de la mise en examen de Philippe Courroye et de son adjointe, Marie-Christine Daubigney, car lorsque celle-ci est intervenue, le caractère illégal de la procédure engagé par Philippe Courroye n'était pas définitivement établi.
Selon Le Monde, sa plainte « reste cependant valide, mais la juge d'instruction va devoir reprendre entièrement son dossier. » En janvier 2014, le Conseil supérieur de la magistrature considère qu'il n'y a pas lieu de prononcer une sanction disciplinaire à l'encontre de Philippe Courroye, « cette grave erreur d'appréciation » ne permettant pas « d'établir le caractère délibéré de la violation »,,.

## Autres affaires judiciaires dans lesquelles il est intervenu
- Affaire de viol au 36, quai des Orfèvres d'avril 2014

## Ouvrages
- Reste la justice, Michel Lafon, 2018.
- Accusé Napoléon, levez-vous !, Robert Laffont, Paris, 2021

## Pour approfondir